# Faculdade de Direito da Universidade Federal do Rio Grande do Sul
A Faculdade de Direito da Universidade Federal do Rio Grande do Sul é uma das 27 unidades de ensino da Universidade Federal do Rio Grande do Sul (UFRGS). Inaugurada em 1900 como Faculdade Livre de Direito, foi a primeira faculdade de Direito do Rio Grande do Sul, sendo também uma das mais antigas unidades da UFRGS. Oferece o curso de graduação em Direito, bem como diversos cursos de pós-graduação na área.

## História

### Fundação
Em 10 de fevereiro de 1900, ocorreu no Ateneu Riograndense a primeira reunião preparatória para a criação do curso de direito em Porto Alegre. Antes disso, figuras do mundo jurídico local organizaram encontros, palestras e reuniões de grupo para efetivar a fundação. Naquele momento, existiam seis cursos de direito no Brasil; nenhum deles no Rio Grande do Sul, o que obrigava os estudantes a deixarem o estado, rumo a São Paulo, Olinda ou Coimbra, caso desejassem adquirir formação jurídica.
As reuniões preparatórias eram frequentadas pelos fundadores da faculdade, cujo rol incluía James Darcy, Carlos Thompson Flores, Plínio de Castro Casado, Germano Hasslocher, Artur Pinto da Rocha, dentre outros. Dos 34 fundadores que participaram diretamente dos trabalhos de criação da instituição, 27 eram professores, 27 graduaram-se pela Faculdade de São Paulo e sete não nasceram no estado. Este grupoaprovou o estatuto em 24 de fevereiro de 1900, bem como definiu as disciplinas, o corpo docente e elegeu Thompson Flores para um mandato de quatro anos como diretor. Thompson Flores foi classificado, em um voto de louvor adotado em 11 de fevereiro, como instrumental para a fundação.
A atual Faculdade de Direito da UFRGS denominava-se originalmente Faculdade Livre de Direito de Porto Alegre. O título era conferido a entidades privadas que, atendendo às condições legais, gozavam de autorização para a expedição de graus acadêmicos. A Faculdade Livre, além de se tornar o primeiro curso jurídico no estado, foi o terceiro estabelecimento de ensino superior de Porto Alegre. De início, o curso era ministrado em duas salas do primeiro andar do edifício da Escola Normal, localizada na esquina entre as ruas Duque de Caxias e Marechal Floriano Peixoto.
A faculdade foi inaugurada em 4 de maio de 1900. Era uma instituição privada, mas que recebeu apoio do governo local, que cedeu um espaço para sua instalação. O governo gaúcho era controlado pelo Partido Republicano Rio-Grandense, liderado por Júlio de Castilhos. Inicialmente, Castilhos não se entusiasmou com a instalação da faculdade pois, considerando suas visões políticas que favoreciam a centralização, era mais conveniente que os magistrados fossem de outros estados do país. Deste modo, estariam menos expostos às influências locais, permitindo-lhe maior controle. Nos primeiros anos da nova faculdade, os políticos de oposição ao PRR e a Castilhos não tiveram nenhuma participação na instituição.

### Primeiros anos
A primeira aula após a inauguração foi ministrada em 5 de maio de 1900 por Plínio Casado, professor de Direito Constitucional. O conjunto de disciplinas seguia as normas definidas em um decreto federal de 1895. No primeiro ano, a grade curricular do curso previa as disciplinas de Filosofia do Direito, Direito Romano e Direito Constitucional. No segundo ano, eram estudados Direito Civil, Direito Criminal, Direito Internacional Público e Diplomacia e Economia Política. No terceiro ano, estudava-se Direito Civil, Direito Criminal, Ciência das Finanças e Contabilidade do Estado e Direito Comercial. No quarto ano, o currículo era composto por Direito Civil, Direito Comercial, Teoria do Processo Civil, Comercial e Criminal e Medicina Pública. No último ano, os alunos estudavam Prática Forense, Ciência da Administração e Direito Administrativo, História do Direito e Legislação Comparada sobre o Direito Privado.
Sua primeira turma era formada por doze alunos, os quais foram matriculados antes mesmo da fundação. Destes, dez concluíram o curso em 1904; a solenidade de colação de grau ocorreu em 11 de dezembro. Como a faculdade ainda não tinha recursos suficientes, seus professores ministravam as aulas de graça. Os docentes passaram a receber um "modesto valor" por suas aulas em 1906. Thompson Flores faleceu pouco antes da primeira colação de grau dos novos bacharéis. Para seu cargo, foi designado o desembargador Manuel André da Rocha, que dirigiu a faculdade de 1904 a 1935.
A Faculdade Livre de Direito foi reconhecida pela União como um estabelecimento oficial de ensino em 6 de julho de 1903, por meio do Decreto nº 4.875. Para atender à exigência de reunir patrimônio de cinquenta contos de réis, recebeu recursos da comunidade e dos governos municipal e estadual. Adicionalmente, a legislação elencava como requisito um patamar mínimo de matrículas por ano.
Em 1906, os discentes promoveram a primeira rebelião estudantil, provocada pela ausência de convite aos acadêmicos para a recepção de Afonso Pena, o primeiro presidente (à época presidente eleito) a visitar o Rio Grande do Sul. Após os protestos organizados pelos estudantes, que incluiu uma marcha com tochas, ao estilo marche aux flambeaux, o presidente do estado, Borges de Medeiros, permitiu que estes saudassem o presidente Pena. Neste período, a faculdade era dominada pelos debates travados entre os apoiadores e opositores do castilhismo. A disputa abrangia tanto os alunos como os professores. O futuro presidente Getúlio Vargas, um dos integrantes da ala castilhista, graduou-se pela instituição em 1907.
As notas dos alunos eram publicadas nos jornais, de modo que as mulheres que buscavam um casamento procuravam atentar-se para aqueles estudantes que alcançavam maiores notas pois, conforme relatado por Gunter Axt, "ali residia chance mais segura de um horizonte futuroso." Os professores eram exigentes e, segundo narrou João Neves da Fontoura, egresso na instituição em 1905, "muitos dos meus colegas do primeiro ano não conseguiram passar nos exames. Tendo começado com cerca de 90, não nos formamos senão 13." O primeiro aluno laureado foi Maurício Cardoso, graduado em 1908; por conta disso, recebeu um jantar de gala como forma de comemoração.
Em 1907, decidiu-se que a instituição seria transferida para um novo prédio, eis que o edifício da Escola Normal não mais atendia às suas necessidades. O diretor André da Rocha obteve, do governo municipal, a doação de amplo terreno localizado na proximidade com o Campo da Redenção, hoje conhecido como Parque Farroupilha. A construção do prédio teve início em junho de 1908, sendo conduzida pelo engenheiro Rodolfo Ahrons. As obras foram concluídas em julho de 1910, ao custo de 312 contos de réis. Tal valor era muito superior ao que detinha a faculdade; a instituição contraiu empréstimos, dando em garantia o próprio prédio.
O edifício que ainda hoje sedia a Faculdade de Direito foi inaugurado em 16 de julho de 1910. Para comemorar o evento, foi promovido um grande baile de gala. O prédio foi projetado por Hermann Otto Menchen, um alemão que emigrou para o Brasil no início do século. Menchen inspirou-se no Palais du Rhin, que serviu como palácio de verão do kaiser Guilherme II. A dimensão do prédio arquitetado por Menchen era menor, assemelhando-se ao Palais du Rhin na forma quadrangular, em sua cúpula, em seu frontão clássico e nas janelas em arco. No interior, as escadarias em mármore recebem luz solar através de três vitrais de autoria do austríaco José Wollmann. O escultor Frederico Pellarin foi o responsável pelos ornamentos e detalhes. Durante a execução da obra, Menchen deixou os trabalhos e foi sucedido por Theodor Wiederspahn.
Gunter Axt, autor do livro A Faculdade de Direito de Porto Alegre UFRGS: memória, ensino e política desde 1900, registrou que:

A transferência do curso para o novo prédio revestiu o Direito com uma aura de nobreza e pujança. Basta lembrar que a suntuosidade da nova edificação contrastava com as instalações modestas, quase monásticas, do governo do estado [Palácio de Barro], então abrigado num singelo sobrado neoclássico, de meados do século XIX, sito à Praça da Matriz. Nesse cenário tão inspirador, os estudantes não tardaram a desenvolver hábitos e tradições próprios.

Uma dessas tradições foi a introdução de "rituais de iniciação" aos aprovados no curso, conhecidos como "bichos direiteiros". Tais rituais iniciaram-se ainda antes de 1913.

### Décadas de 1920 a 1960
O currículo da graduação durante os anos 1920 cultivava as línguas clássicas, com forte ênfase nas disciplinas propedêuticas. As aulas eram ministradas ao estilo das conferências expositivas, o que causava pouca interação e discussão entre os alunos. Em 1926, ano em que foi adotada a livre-docência, haviam onze professores, os quais eram responsáveis por dezoito disciplinas. Eram aplicadas provas orais e exames anuais, que eram requisito para a aprovação para o ano seguinte. Como exigia-se a cobrança de taxas e matrículas, o ensino era caro, embora nem todos os alunos fossem parte da elite, a exemplo de Alberto Pasqualini, orador e único laureado da turma de 1928. A primeira mulher a receber a láurea acadêmica foi Magdalena Thomaz Londero, em 1938, enquanto Nathercia da Cunha Silveira foi a primeira mulher a graduar-se pela instituição em 1925.
Na década de 1930, a política educacional do governo federal privilegiou a centralização do ensino superior, com a formação de universidades no lugar de faculdades isoladas. Além disso, buscou-se modificar o ensino jurídico para sua adequação a um contexto de crescente modernização, diversificação e industrialização. Em 1934, foi criada a Universidade de Porto Alegre (a atual UFRGS), com a designação de André da Rocha como seu reitor; André da Rocha foi substituído como diretor pelo desembargador Luiz de Mello Guimarães. Como a Faculdade de Direito era uma instituição privada e as verbas públicas eram disputadas com maior frequência, foi aprovada sua adesão à nova universidade. Três salas da faculdade sediaram a Reitoria, o Conselho Universitário e a Secretaria-geral da universidade. Tais repartições somente deixaram o edifício da faculdade em 1948, quando ganharam instalações próprias.
A Faculdade de Direito, desde 1909, também compartilhava seu prédio e seus professores com a Escola de Comércio, que posteriormente se tornou a Faculdade de Ciências Econômicas da Universidade Federal do Rio Grande do Sul. Durante algum tempo, abrigou ainda a Faculdade de Filosofia. Suas dependências foram ainda utilizadas para a realização de concursos públicos. Em 1941, sediou o primeiro concurso para ingresso na carreira do Ministério Público gaúcho.
Na faculdade, a Revolução de 1930, comandada por seu antigo aluno Getúlio Vargas, foi festejada. Em 1931, Vargas aposentou compulsoriamente o ministro Pedro Afonso Mibielli, integrante do Supremo Tribunal Federal que havia sido seu professor. Uma das vagas na corte foi preenchida por Plínio Casado, que também foi professor de Vargas na instituição. Durante o Estado Novo, as normas do proibiram a acumulação de cargos, incluindo o exercício da docência. Assim, alguns professores da faculdade renunciaram a seus cargos. Neste rol, estavam André da Rocha, que optou pela reitoria da universidade, e os desembargadores Luiz Mello Guimarães, Espiridião de Lima Medeiros e Oswaldo Caminha, além de Darcy Azambuja. Com a redemocratização, em 1946, os professores afastados foram reintegrados.
Em 1947, deixou de ser o único curso jurídico de Porto Alegre com a fundação da Faculdade de Direito da PUCRS. Fora da capital, restava apenas a Faculdade de Direito de Pelotas, estabelecida em 1912.
Em 1949, foi instituída a Revista da Faculdade de Direito de Porto Alegre. Até 1973, apenas oito edições foram divulgadas. A revista foi regularmente publicada somente a partir dos anos 1990.
Em 1950, organizou-se o Congresso Jurídico Nacional para a celebração de seu cinquentenário. Os debates sobre temas jurídicos ocorridos no decorrer do evento foram registrados em três volumes. O historiador Gunter Axt observou que, na época do cinquentenário, a faculdade mantinha a rotina, o formalismo, o modo de vestir-se e a metodologia das aulas nos moldes de sua fundação. Os professores ocupavam seus cargos em caráter vitalício e podiam escolher seus assistentes, que em geral assumiriam a disciplina no futuro. As aulas expositivas ainda dificultavam a interação entre docentes e discentes.
O ingresso dos alunos ocorria por meio de vestibular, o qual era organizado pela faculdade. Em 1949, o vestibular contou com a inscrição de 73 candidatos para um contingente de 60 vagas. Naquela edição, 16 candidatos não compareceram e três foram reprovados. O vestibular tinha três matérias básicas: latim, português e inglês ou francês. Diante da exigência do latim, os alunos das escolas de elite eram privilegiados.
A frequência dos alunos às aulas não era obrigatória até 1959. Até então, o comparecimento do estudantes variava conforme as disciplinas e seus docente. Gunter Axt mencionou que "alguns professores enchiam as salas, enquanto outros sensibilizavam bem menos o estudantado. Destacados juristas, de grande conhecimento, por vezes falavam às paredes. Havia o grupo dos estudantes sempre presentes, e também aquele dos que jamais eram vistos. Alguns moravam no interior do estado e só vinham a Porto Alegre para prestar os exames. A frequência livre funcionava também como uma estratégia de acomodação que contemplava informalmente os alunos que precisavam trabalhar para se sustentarem durante o curso."
Os estudantes mais aplicados e assíduos registravam as lições em cadernos de notas, que ficaram conhecidos como "sebentas". Seu conteúdo era extraído das aulas, dos livros e das opiniões dos alunos; alguns cadernos foram revisados pelos professores e assistentes, servindo como manuais para as disciplinas. Certas "sebentas" ganharam notoriedade no meio estudantil e até foram vendidas para aqueles alunos que frequentavam a faculdade apenas para a realização dos exames.
Em 1958, foi criado o curso de graduação noturno. A modalidade foi um sucesso, recebendo adesão dos estudantes que precisavam trabalhar.

### Décadas de 1960 a 2000
Nos anos 1960, o ambiente na faculdade mantinha-se formal, acompanhado de uma "razoável dose de severidade nos costumes e observância dos padrões de moral da época". Em 1960, o casal Jean-Paul Sartre e Simone de Beauvoir foi proibido de palestrar.
A faculdade não se opôs ao golpe de Estado de 1964 que depôs o presidente João Goulart, que dela se graduou em 1939. A ditadura militar consequentemente implementada cassou alguns professores da faculdade. O primeiro foi Ajadil de Lemos. Após, foram afastados de suas funções acadêmicas os professores Hugolino de Andrade Uflacker, Ernani Maria Fiori e Paulo Brossard. A maioria dos professores da instituição tinha visões políticas que se aproximavam do conservadorismo e procurava manter as atividades acadêmicas.
Uma parte dos alunos começou a pressionar para que a faculdade se manifestasse contrariamente ao regime militar. No entanto, havia o temor da repressão exercida pelos militares. Neste cenário, os professores buscavam afastar as questões sociais dos conteúdos que precisavam ministrar.
Após a reforma universitária de 1970, a faculdade foi reorganizada. Foram criados quatro departamentos: Ciências Penais; Direito Privado e Processual Civil; Direito Público e Filosofia do Direito; e Direito Econômico e do Trabalho. O currículo e o vestibular foram alterados, e as cátedras foram extintas. Com a eliminação de determinadas exigências, como o conhecimento do latim, ampliou-se o acesso à faculdade. Por outro lado, alguns professores entenderam que o ensino havia sido precarizado e acabaram renunciando a seus cargos.
Em 1977, alguns cursos foram transferidos do Campus Central para o novo Campus do Vale, localizado nos limites de Porto Alegre com Viamão. Era uma tentativa de provocar a desmobilização estudantil, já que os alunos de tais cursos eram politicamente atuantes. A administração da universidade também tentou transferir a Faculdade de Direito para o Campus do Vale. Diante de forte resistência de seus professores, a iniciativa não logrou êxito.
O Serviço de Assistência Judiciária Gratuita (SAJU) foi reativado em 1977; o SAJU havia encerrado suas atividades em 1967. Houve um empenho em tornar o ensino menos filosófico e mais prático. Em 1985, foi criado o mestrado em Direito, durante as gestões de Clóvis Veríssimo do Couto e Silva e Almiro do Couto e Silva. O curso foi o primeiro de sua categoria no Rio Grande do Sul. O Programa de Pós-Graduação (PPG) tinha ênfase no direito civil, concentrando-se no direito comparado. Em 1998, recebeu o conceito 4 pelo Capes. Nos anos 1990, o PPG figurou sucessivamente entre os dez melhores do país.
Em 1995, o corpo docente realizou sua primeira greve, a qual durou três dias. Em 1998, os professores aderiram ao Movimento em Defesa da Universidade Pública e paralisaram as atividades por três meses. O movimento contava ainda com o apoio de alunos e dos servidores.
Em 1999, passou a ofertar o curso de doutorado.

### Dos anos 2000 à atualidade
Em 2005, foi concluída a recuperação do edifício. A obra, ao custo de R$ 4 milhões, foi patrocinada pela Refinaria Alberto Pasqualini e pelo Grupo RBS.
Em 2014, era uma das mais tradicionais e influentes instituições de ensino e pesquisa jurídica do país.

## Ensino e pesquisa

### Graduação

#### Grade curricular
| Grade curricular em 1904 | Grade curricular em 1904 | Grade curricular em 1904 | Grade curricular em 1904 | Grade curricular em 1904 |
| --- | ------------------------ | ------------------------ | ------------------------ | ------------------------ |
| |                          |                          |                          |                          |
| Primeiro ano • Filosofia do Direito • Direito Romano • Direito Constitucional Segundo ano • Direito Civil • Direito Criminal • Direito Internacional Público e Diplomacia • Economia Política Terceiro ano • Direito Civil • Direito Criminal • Ciência das Finanças e Contabilidade do Estado • Direito Comercial Quarto ano • Direito Civil • Direito Comercial • Teoria do Processo Civil, Comercial e Criminal Quinto ano • Prática Forense • Ciência da Administração e Direito Administrativo • História do Direito • Legislação Comparada sobre o Direito Privado |                          |                          |                          |                          |

| Grade curricular em 1926 | Grade curricular em 1926 | Grade curricular em 1926 | Grade curricular em 1926 | Grade curricular em 1926 |
| --- | ------------------------ | ------------------------ | ------------------------ | ------------------------ |
| |                          |                          |                          |                          |
| Primeiro ano • Direito Constitucional • Direito Romano • Direito Civil Segundo ano • Direito Civil (direito das coisas e das sucessões) • Direito Comercial (parte geral, sociedades e contratos) • Direito Administrativo e Ciências da Administração Terceiro ano • Direito Civil (direito das obrigações) • Direito Comercial (concordatas, falências e direito marítimo) • Direito Penal • Quarto ano • Medicina Pública, Direito Penal (processo penal, estatística e regime penitenciário) • Direito Judiciário Civil (teoria e prática do processo civil e comercial) • Direito Privado Internacional Quinto ano • Direito Público Internacional • Direito Penal Militar e Processo Penal Militar • Economia Política e Ciências das Finanças • Filosofia do Direito |                          |                          |                          |                          |

| Grade curricular em 2000 | Grade curricular em 2000 | Grade curricular em 2000 | Grade curricular em 2000 | Grade curricular em 2000 |
| --- | ------------------------ | ------------------------ | ------------------------ | ------------------------ |
| |                          |                          |                          |                          |
| Primeiro semestre • Criminologia I • História do Direito • Introdução à Filosofia do Direito • Introdução à Sociologia do Direito • Metodologia de Estudo e Pesquisa em Direito • Introdução à Ciência do Direito I • Introdução à Economia Política Segundo semestre • Criminologia II • Direito Civil I • Direito Romano I • Política e Teoria do Estado I • Metodologia do Trabalho Científico em Direito • Introdução à Ciência do Direito II Terceiro semestre • Direito Civil II • Direito Comercial I • Teoria Geral do Processo • Direito Romano II • Política e Teoria do Estado II Quarto semestre • Direito Penal I • Direito Processual Civil I • Direito Civil III • Direito Comercial II • Direito Constitucional I Quinto semestre • Direito Penal II • Direito Processual Civil II • Direito Civil IV • Direito Comercial III • Direito Constitucional II Sexto semestre • Direito Penal III • Direito Processual Civil III • Direito Civil V • Direito Comercial IV • Direito Internacional Público • Estágio I Sétimo semestre • Direito Processual Penal I • Direito Penal IV • Direito Civil VI • Direito Comercial V • Sociologia do Direito • Direito Financeiro e Finanças • Estágio II Oitavo semestre • Direito Processual Penal II • Criminalística Médica Legal I • Direito Civil VII • Direito Comercial VI • Direito Internacional Privado I • Direito Tributário I • Estágio III Nono semestre • Criminalística Médica Legal II • Direito Civil VIII • Direito Administrativo I • Direito Internacional Privado II • Direito do Trabalho I • Direito Tributário II • Estágio IV Décimo semestre • Filosofia do Direito • Ética e Legislação Profissional • Direito Administrativo II • Direito do Trabalho II • Direito Processual do Trabalho • Direito Previdenciário • Estágio V • Monografia de conclusão • Atividades culturais obrigatórias |                          |                          |                          |                          |

### Pós-graduação
De 1999 a 2012, o programa de pós-graduação conferiu 106 títulos de doutorado e 393 de mestrado.

### Revista
A Revista da Faculdade de Direito da UFRGS é publicada desde 1949, abrangendo todas as áreas dos estudos jurídicos. Atualmente, é publicada no formato virtual, a cada quatro meses, com um sistema de revisão cega por pares. Periodicamente são expedidos editais para a submissão de artigos; a submissão de textos é gratuita. Em abril de 2022, a revista estava em sua 48.ª edição.

## Organização e administração

### Conselho
Nos termos do Regimento Interno da Faculdade de Direito, o Conselho da Unidade (Consuni) é seu órgão de deliberação superior. Possui como competências supervisionar as atividades de ensino, de pesquisa e de extensão. É formado por 70% de representantes dos docentes, 15% dos discentes e 15% dos servidores. Além do diretor da faculdade, que o presidente, possui os seguintes integrantes: vice-diretor; chefes de departamentos; coordenadores das comissões de graduação, de pós-graduação, de pesquisa e de extensão; diretor do Serviço de Pesquisa e Preparação Profissional; três representantes discentes, eleitos pelos seus pares, sendo dois da graduação e um da pós-graduação; três técnicos-administrativos, eleitos por seus pares; bibliotecário-chefe; dois docentes do Programa de Pós-Graduação; quatro representantes docentes, sendo um de cada departamento; presidente do Centro Acadêmico André da Rocha; e um representante da Seccional da Ordem dos Advogados.
O art. 6º do Regimento Interno estabeleceu trinta atribuições do Conselho. Dentre elas, estão: o exercício das funções normativas e deliberativas; a propositura, ao Conselho Universitário, da criação, extinção, reestruturação, desdobramento ou fusão de departamentos; a aprovação do relatório anual de atividades; a aprovação da proposta orçamentária; a homologação das decisões tomadas pelos órgãos da faculdade; a atuação como instância recursal máxima das decisões dos departamentos e outros órgãos; a definição da composição das comissões examinadoras de concursos públicos para o corpo docente; o reconhecimento do "notório saber" dos postulantes à docência; a deliberação sobre pedidos de remoção, transferência ou movimentação de docentes; e a propositura da outorga de títulos de professor emérito e doutor honoris causa.
O Consuni reúne-se ordinariamente uma vez por mês, com reuniões extraordinárias podendo ocorrer sempre que forem convocadas pelo diretor, por 1/3 de seus membros ou pela totalidade de representação de uma de suas classes (docentes, discentes e servidores). Suas sessões são públicas. O Conselho dispõe do poder de, com o voto de dois terços de seus membros, reivindicar o exame e a deliberação sobre qualquer matéria de interesse da faculdade. Igualmente com o aval de dois terços de seus membros, compete-lhe organizar as tríplices para a escolha e nomeação, pelo reitor da UFRGS, do diretor e do vice-diretor. A eleição para tais cargos depende de consulta à comunidade, enquanto as destituições de ambos podem ser propostas por igual maioria.

### Direção

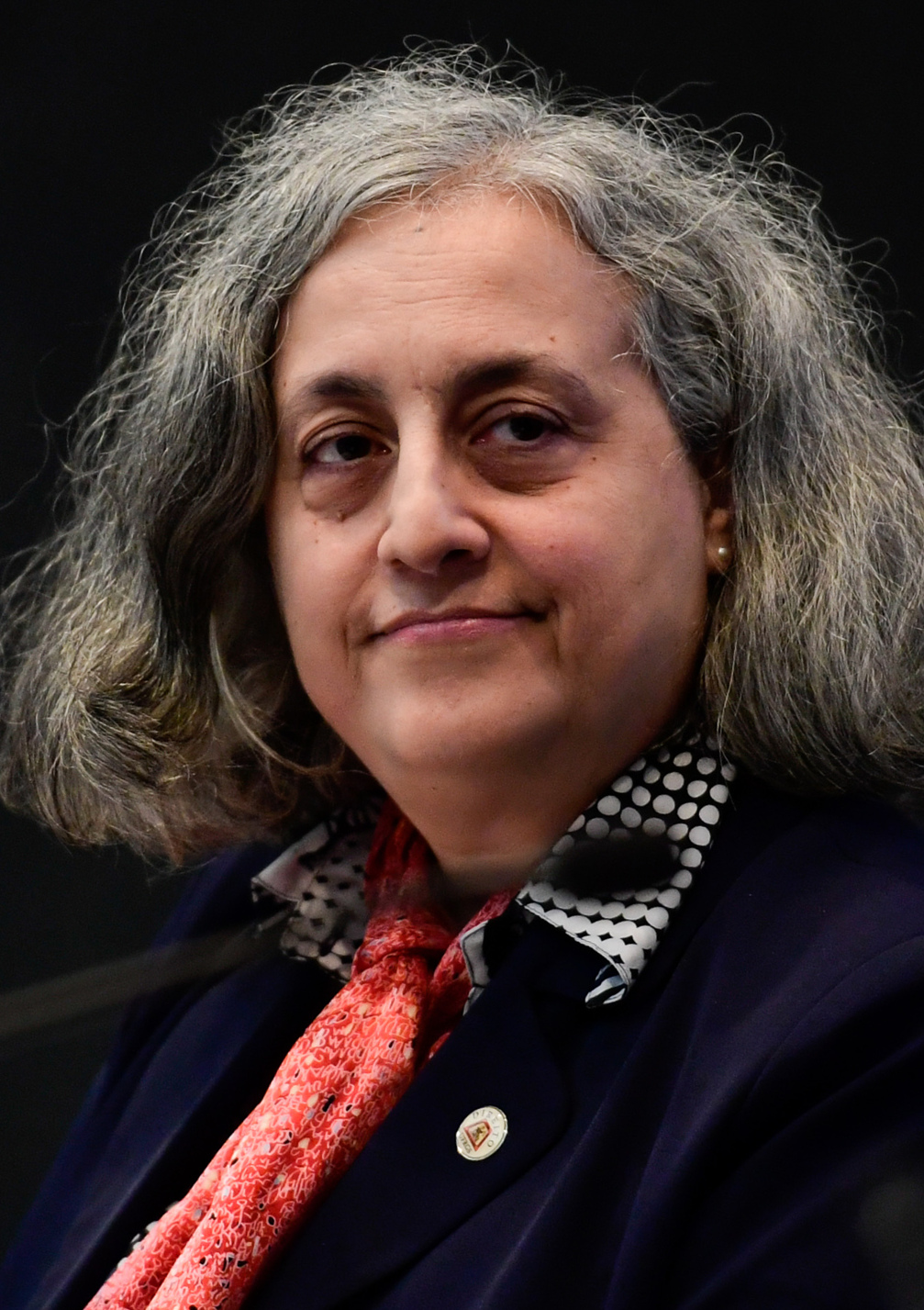
Cláudia Lima Marques, atual diretora

O diretor é nomeado pelo reitor da UFRGS para mandato de quatro anos, com dedicação exclusiva. A nomeação ocorre após a conclusão da consulta à comunidade acadêmica. Ao diretor, compete: a administração e representação da faculdade, nos termos das diretrizes do Consuni; a convocação e presidência das reuniões do Consuni; a participação no Conselho Universitário da UFRGS (Consun); o exercício do controle disciplinar dos docentes e técnicos-administrativos; a nomeação de servidores para órgãos auxiliares, como o bibliotecário-chefe; o veto parcial ou total das decisões do Consuni, o qual pode derrubar a decisão com o apoio de sua maioria simples, mediante votação secreta; a adoção das medidas cabíveis relacionadas ao uso da sede e dos recursos materiais; a delegação de atividades ao vice-diretor; dentre outras.
Desde 1900, os professores infralistados dirigiram a faculdade:
| Diretor | Diretor                           | Início                  | Fim                    | Informações adicionais |
| ------- | --------------------------------- | ----------------------- | ---------------------- | --- |
| 1       | Carlos Thompson Flores            | 24 de fevereiro de 1900 | 10 de novembro de 1904 | Nascido em 1843 em Porto Alegre. Graduado em Direito pela Faculdade de Direito de São Paulo em 1865. Foi promotor, juiz de Direito, deputado provincial e estadual, presidente da Assembleia Legislativa, presidente da província do Rio Grande do Sul e desembargador do Superior Tribunal de Justiça do estado. Faleceu antes do término de seu mandato. |
| 2       | Manuel André da Rocha             | 16 de novembro de 1904  | 30 de março de 1936    | Nascido em 1860 em Natal. Concluiu seus estudos na Faculdade de Direito do Recife em 1883. Mudou-se para o Rio Grande do Sul, onde atuou como juiz. Foi ainda chefe de polícia do estado, procurador-geral do estado e presidente do Superior Tribunal do Rio Grande do Sul. Em 1934, foi nomeado o primeiro reitor da Universidade de Porto Alegre (atual UFRGS). Seu mandato como diretor da Faculdade de Direito foi o mais longevo da instituição. |
| 3       | Luiz Mello Guimarães              | 30 de março de 1936     | 31 de dezembro de 1937 | Natural de Rio Grande e formado pela Faculdade de Direito de São Paulo em 1897. Iniciou sua atuação como docente na Faculdade de Direito em 1923; antes disso, foi professor da Faculdade de Direito de Pelotas, atuando também na direção desta faculdade. Foi, em paralelo, juiz e desembargador. Foi vice-presidente e presidente do Superior Tribunal do Rio Grande do Sul e presidente do Tribunal Regional Eleitoral. |
| 4       | Leonardo Macedônia Franco e Souza | 3 de março de 1938      | 15 de maio de 1940     | Nasceu em 1872 em Cachoeira do Sul. Um dos fundadores da faculdade, foi o principal obreiro da construção de sua sede. Foi o primeiro presidente do Instituto dos Advogados do Rio Grande do Sul (mais tarde renomeado como a seccional da OAB no RS). |
| 5       | Edgar Luís Schneider              | 15 de maio de 1940      | 14 de maio de 1942     | Porto-alegrense, nasceu em 1893. Estudou na faculdade, mas bacharelou-se pela Faculdade de Direito do Rio de Janeiro. Exerceu a advocacia e dirigiu o Correio do Povo. Na política, foi deputado estadual, deputado federal e dirigente partidário. Na academia, foi professor de economia e sociologia. Após dirigir a faculdade, foi reitor da UFRGS. |
| 6       | Elpídio Ferreira Paes             | 24 de março de 1942     | 17 de junho de 1949    | Natural de Três Passos (1902), foi professor de direito constitucional, civil, administrativo, comercial e romano. Atuou como assessor jurídico e advogado. Foi um dos fundadores da Faculdade de Direito da PUCRS. |
| 7       | José Salgado Martins              | 18 de março de 1949     | 28 de junho de 1952    | Primeiro período como diretor. Conforme Santos (2000), Martins dirigiu "das mais profícuas e eficientes gestões da Faculdade", com o aumento no número de funcionários e ampliação e reforma do prédio. Martins nasceu na capital gaúcha em 1908. Era professor catedrático de Direito Penal. Exerceu os cargos de promotor público e promotor militar, sendo ainda suplente de senador em 1954. Foi professor na Faculdade de Filosofia e na Faculdade de Direito da PUC. Não aceitou a nomeação como reitor da UFRGS em 1952. |
| 8       | Eloy José da Rocha                | 6 de outubro de 1952    | 30 de abril de 1953    | Nasceu em 1907 na cidade de São Leopoldo. Concluiu a graduação pela faculdade em 1928. Foi professor de direito do trabalho, ministrando direito comercial em caráter interino. Fora do âmbito acadêmico, foi advogado, juiz municipal, deputado federal, secretário estadual de Educação e Cultura, desembargador do Tribunal de Justiça e ministro do Supremo Tribunal Federal a partir de 1966, presidindo a alta corte de 1973 a 1975. |
| 9       | José Salgado Martins              | 19 de janeiro de 1954   | 5 de janeiro de 1961   | Segundo período como diretor. |
| 10      | Galeno Vellinho de Lacerda        | 6 de janeiro de 1961    | 22 de junho de 1967    | Nasceu em 1921 em Caxias do Sul. Trabalhou como assessor e consultor jurídico. Exerceu os cargos de auditor do Tribunal de Contas do Rio Grande do Sul e juiz do Tribunal Regional Eleitoral. Ministrou as disciplinas de direito judiciário e filosofia do direito. Dirigiu a faculdade durante o golpe de Estado de 1964 e os primeiros anos da ditadura militar. No relato de Santos (2000), Lacerda enfrentou "com prudência e rara habilidade toda a gama de rebeldia e controvérsias. Amigo e querido dos estudantes, impôs-se à situação, conversando, persuadindo, dissuadindo, mas não evitando que elementos estranhos, incontroláveis, lhe viessem à Casa para os desarranjos mentais que a época propiciava." |
| 11      | Rui Cirne Lima                    | 8 de agosto de 1967     | 7 de agosto de 1971    | Porto-alegrense nascido em 1908. Foi consultor jurídico, advogado, promotor e secretário da Fazenda do Rio Grande do Sul. Iniciou sua atuação na faculdade em 1929, como livre docente de direito internacional privado, aposentando-se em 1972 após ocupar as funções de professor catedrático de direito administrativo, vice-diretor e diretor. Também foi professor de direito administrativo na PUC. Seu período como diretor coincidiu com período conturbado da ditadura, conhecido como os "anos de chumbo"; Lima buscou promover o apaziguamento. Em alguns momentos, a faculdade foi fechada e as aulas suspensas para evitar protestos dos alunos.                                                             |
| 12      | José Salgado Martins              | 30 de dezembro de 1971  | 20 de novembro de 1973 | Terceiro período como diretor. |
| 13      | Fernando Jorge Schneider          | 20 de novembro de 1973  | 1981                   | Nascido em Passo Fundo em 1924. Iniciou suas atividades na faculdade em 1956, como colaborador da cadeira de ciência das finanças. Tornou-se professor catedrático em 1968, vice-diretor em 1971 e chefe do Departamento de Direito Econômico em 1972. Além de professor, foi advogado e jornalista. Exerceu o cargo de vereador e obteve a suplência de deputado estadual. |
| 14      | Clóvis Veríssimo do Couto e Silva | 1981                    | 1984                   | |
| 15      | Almiro do Couto e Silva           | 1984                    | 1988                   | |
| 16      | José Sperb Sanseverino            | 1988                    | 1992                   | |
| 17      | Peter Walter Ashton               | 1992                    | 1996                   | |
| 16      | Eduardo Kroeff                    | 1996                    | 2000                   | |

### Regimento interno
Em 24 de fevereiro de 1900, a Comissão dos Estatutos aprovou a versão final das primeiras normas estatutárias da faculdade. Os membros da comissão inspiraram-se nos estatutos da Faculdade Livre de Ciências Jurídicas e Sociais do Rio de Janeiro e da Faculdade de Direito de São Paulo. Nos anos seguintes, o estatuto foi alterado reiteradamente para ajustar-se às inovações legais. O Decreto nº 7.277/1938 alterou o regime estatutário para regulamento, nome dado ao regimento interno. Em 1963, foi profundamente reformado, alterando as disciplinas oferecidas e implementando um estágio de dois anos vinculado ao SAJU.
O regimento interno atualmente em vigor foi aprovado pelo Conselho Universitário da UFRGS em 2004. Seu art. 2º prevê que constitui finalidades da faculdade i) ministrar o ensino jurídico, em nível de graduação, no plano teórico-prático, ii) realizar cursos de pós-graduação lato sensu e stricto sensu e iii) fomentar atividades de pesquisa e de extensão no âmbito das ciências jurídicas e sociais.

### Departamentos e órgãos auxiliares
Em 2022, a Faculdade de Direito possuía quatro departamentos, sendo:
- Departamento de Ciências Penais (DIR 1);[142]
- Departamento de Direito Privado e de Processual Civil (DIR 2);[143]
- Departamento de Direito Público e Filosofia do Direito (DIR 3);[144] e
- Departamento de Direito Econômico e do Trabalho (DIR 4).[145]

Há ainda o Serviço de Pesquisa e Preparação Profissional (SPP), formado na década de 1970. Conforme Santos (2000), o SPP abrange "seções de pesquisa relativas às disciplinas e outras de preparação profissional com vistas à admissão à Ordem dos Advogados, à Judicatura, ao Ministério Público, ao Notariado a Registros Públicos, além de seções de assistência e orientação bibliográfico."

## Estrutura
A Faculdade de Direito da UFRGS está localizada na Avenida João Pessoa, número 80, no Centro Histórico de Porto Alegre. O edifício foi construído como réplica do Palais du Rhin, a casa de verão do imperador alemão Guilherme II.
O imóvel foi tombado pela municipalidade através da Lei nº 4.317/1977, sendo classificado como de "valor histórico e cultural e de expressiva tradição para a cidade de Porto Alegre."
A biblioteca da Faculdade de Direito da UFRGS foi inaugurada em 1º de abril de 1906, adquirindo seu acervo inicial através das doações de bacharéis e pessoas ilustres. Em 1907, dispunha de 1.300 volumes e, em 1916, de 4.838. Em 2000, eram 25.939 volumes catalogados. Além destas, seu acervo inclui coleções de revistas nacionais e estrangeiras, leis e decretos dos governos estadual e federal, incluindo do Brasil Imperial e legislação portuguesa 
relativa ao Brasil.

## Alunos

### Alunos ilustres
- Em 1925, Nathercia da Cunha Silveira se tornou a primeira mulher a graduar-se em Direito pela instituição. Silveira mais tarde se destacou por seu ativismo pelo sufrágio feminino;[152]
- Getúlio Vargas, presidente do Brasil;
- José Diogo Brochado da Rocha, deputado federal;
- Francisco de Paula Brochado da Rocha, primeiro-ministro do Brasil;
- João Goulart, presidente do Brasil;
- Leonel Brizola, governador do Rio Grande do Sul e governador do Rio de Janeiro;
- Egídio Michaelsen, ministro da Indústria e do Comércio do Brasil;
- João Brusa Netto, deputado estadual;
- Nestor Jost, ministro da Agricultura do Brasil;
- Mem de Azambuja Sá, ministro da Justiça e Negócios Interiores do Brasil;
- Tarso Dutra, ministro da Educação do Brasil e senador;
- Daniel Krieger, senador;
- Fernando Ferrari, deputado estadual;
- Cândido Norberto dos Santos, deputado estadual;
- Walter Peracchi Barcelos, governador do Rio Grande do Sul;
- Alberto Hoffmann, senador;
- Paulo Brossard, ministro do Supremo Tribunal Federal;
- Ellen Gracie Northfleet, ministra do Supremo Tribunal Federal;
- Rosa Weber, ministra do Supremo Tribunal Federal;
- Germano Rigotto, governador do Rio Grande do Sul;
- Alceu Collares, governador do Rio Grande do Sul;
- Walter Só Jobim, governador do Rio Grande do Sul;
- Pompílio Cylon Fernandes Rosa, governador do Rio Grande do Sul;
- Sinval Saldanha, governador do Rio Grande do Sul;
- Teori Zavascki, ministro do Supremo Tribunal Federal;
- Carlos Thompson Flores Neto, ministro do Supremo Tribunal Federal;
- João Leitão de Abreu, ministro do Supremo Tribunal Federal;
- Nelson Jobim, ministro do Supremo Tribunal Federal;
- Elói Rocha, ministro do Supremo Tribunal Federal;
- Gilson Dipp, ministro do Superior Tribunal de Justiça;
- Pedro Soares Muñoz, ministro do Supremo Tribunal Federal. Foi presidente do CAAR;[153]

### Movimento estudantil
Em 1917, um grupo de estudantes fundou o Centro dos Acadêmicos de Direito. Os alunos receberam, da direção, uma pequena sala no térreo da faculdade que serviu como sede. A organização discente foi criada no decorrer dos debates sobre a Reforma Maximiliano, a qual a instituição se negava a cumprir. A reforma prestava-se a revogar a maior liberdade concedida nos anos anteriores às faculdades, reestabelecendo a fiscalização do governo federal. O descumprimento das disposições normativas acarretou na ausência de reconhecimento dos diplomas expedidos pela faculdade. Como reação, os discentes reivindicavam o cumprimento da reforma. Inicialmente resistente à demanda, o diretor André da Rocha argumentou que esta não possuía validade e que seria revogada pelo Congresso Nacional. A demanda dos alunos eventualmente restou exitosa quando André da Rocha determinou o cumprimento da Reforma Maximiliano.
Em 1942, o Centro dos Acadêmicos de Direito foi renomeado para Centro Acadêmico André da Rocha (CAAR), como forma de homenagear o diretor André da Rocha, falecido naquele ano.
Desde meados dos anos 1950, a gestão do CAAR seguia os pressupostos do parlamentarismo. Cada turma elegia seu representante que, reunidos, escolhiam o presidente. Do mesmo modo, as atribuições do presidente seguiam o formato de um primeiro-ministro, estando sujeito a moções de desconfiança. Haviam conflitos com a reitoria, cuja sede ainda estava no edifício da faculdade. Em 1949, foi lançado o jornal A Toga, que serviu como espaço para a divulgação das demandas estudantis.
Em 1961, a assembleia-geral do CAAR emitiu posicionamento favorável à Lei de Diretrizes e Bases da Educação. Em 1962, juntou-se à União Nacional de Estudantes na Greve do Terço, reivindicando maior participação dos estudantes nos conselhos universitários.

## Professores
(Ver Categoria:Professores da Faculdade de Direito da Universidade Federal do Rio Grande do Sul)
- José Salgado Martins, direito penal;
- Oswaldo Caminha, direito civil;
- Armando Dias de Azevedo, direito civil;
- José Luiz de Almeida Martins Costa, direito civil;
- Elpídio Ferreira Paes, direito romano;
- Francisco José Simch Junior, direito processual penal;
- João Bonumá, direito processual civil;
- Darcy Pereira de Azambuja, direito constitucional;
- Rui Cirne Lima, direito administrativo;
- Edgar Schneider, direito financeiro e ciência das finanças;
- Mem de Azambuja Sá, economia política;
- Amadeu de Oliveira Freitas, direito internacional público;
- Érico Maciel Filho, direito internacional público;
- Ney da Silva Wiedemann, direito internacional privado e direito comercial;
- Elmo Pilla Ribeiro, direito internacional privado;
- Eloy José da Rocha, direito do trabalho;
- Hernani Estrella, direito comercial;
- Armando Câmara, filosofia do direito;
- Carlos Pitta Pinheiro, medicina legal;
- Celso Papaleo, medicina legal;